# Predator (yacht)
 (novembre 2013).
Pour les articles homonymes, voir Predator.
Le Predator est un yacht à moteur de luxe construit par les chantiers Feadship à Aalsmeer, aux Pays-Bas. Le Predator est présentement en vente via SuperYachtsMonaco.
Il est la propriété d'Iskander Makhmudov, homme d’affaires ouzbek basé en Russie.
L'architecture navale a été conçue par De Voogt Naval Architects, ainsi que le design de l'extérieur du yacht, tandis que l'intérieur du yacht a été conçu par Bannenberg & Rowell Design.
Ce yacht a la particularité d'avoir une étrave inversée.
En 2013, Predator se classe quatre-vingt dix-septième plus grand yacht privé du monde, avec une longueur de 72,80 mètres (238,10 pieds)[réf. nécessaire].

## Caractéristiques
La coque du Predator est en acier, tandis que sa superstructure est en aluminium, d'une longueur de 72,80 mètres (238,10 pieds) de long pour une largeur de 11,40 m, d'un tirant d'eau de 3,40 m, le tout pour une jauge brute de 1 467 tonneaux.
Motorisé par 4 moteurs diesel MTU modèle 16V 595 TE90, pour une puissance totale de 23 172 ch (17 280 kW), le yacht atteint une vitesse de croisière de 20 nœuds (37 km/h) avec une vitesse maximum de 25 nœuds (46,3 km/h) grâce à 2 hélices. Les 183 000 litres de son réservoir permettent au Predator de naviguer sur 5 000 milles (9 200 km) à 16 nœuds (29,7 km/h).
Ce yacht est équipé d'un système de stabilisation très élaboré qui réduit les effets de mouvement de roulis, afin de permettre une croisière plus confortable. Le Predator est conçu suivant les normes Maritime and Coastguard Agency (MCA) et Lloyd's Register (LR).
Le Predator dispose d'un grand espace habitable, dont 3 suites composées d'une cabine pour les propriétaires et 2 cabines doubles pour accueillir les 6 passagers, le tout servi par 18 membres d'équipage. Il est équipé d'aménagements des yachts de luxe, à savoir de stabilisateurs d'ancrage, d'une hélisurface, d'un Jacuzzi sur le pont arrière.